# Віддана (фільм)
«Віддана», робоча назва «Фелікс Австрія» — український повнометражний фільм за мотивами роману «Фелікс Австрія» української письменниці Софії Андрухович. Події фільму розгортаються у XIX столітті в австро-угорській Україні у місті Станиславів. Фільм став повнометражним дебютом для його режисерки Христини Сиволап. У головних ролях — Маріанна Янушевич, Алеся Романова та Роман Луцький.
Гасло фільму: Кожен отримує те, що хоче. Кожен має таку любов, якої прагне.
В український широкий прокат стрічка вийшла 16 січня 2020 року.

## У ролях
| Актор                  | Роль                          | Український дубляж |
| ---------------------- | ----------------------------- | ------------------ |
| Маріанна Янушевич      | Стефанія Чорненько            | Марія Стопник      |
| Алеся Романова         | Аделя Сколик                  |                    |
| Роман Луцький          | Петро Сколик                  |                    |
| Олександр Кобзар       | Доктор Анґер                  |                    |
| Себастіан Цибульський  | Шевальє Ернест Торн           | Кирило Нікітенко   |
| Сергій Волосовець      | Йосиф Рідний                  |                    |
| Марина Кошкіна         | Іванка Рідна                  |                    |
| Ясін Фараджаллах       | Фелікс                        |                    |
| Катерина Кухар         | Матір Фелікса                 |                    |
| Важа Годердзішвілі     | Велвеле                       | Дмитро Гаврилов    |
| Олена Галл-Савальська  | Матір Велвеле                 |                    |
| Ада Роговцева          | Княгиня                       |                    |
| Наталія Васько         | Жінка у капелюсі              |                    |
| Ірма Вітовська         | Сусідка Сколиків              |                    |
| Євгеній Янович         | Поліціянт Войцех              |                    |
| Юрій Андрухович        | Чоловік Сусідки Сколиків      |                    |
| Наталія Кос            | Огрядна Пані                  |                    |
| Мар’яна Фехтель        | Жінка в театрі                |                    |
| Каріна Мушта           | Аделя Анґер (10 років)        |                    |
| Роксолана Пяташ        | Стефанія Чорненько (10 років) |                    |
| Єва Горбенко           | Аделя Анґер (2 роки)          |                    |
| Мілослава Коробова     | Стефанія Чорненько (2 роки)   |                    |
| Валерія Чайковська     | Портрет Бабці Аделі           |                    |
| Григорій Богомаз-Бабій | Портрет Дідуся Аделі          |                    |
| Федір Риков            | Портрет Франца Йосифа         |                    |
| Надія Камінська        | Пані Зуза                     |                    |
| Микола Мох             | В'язничний сторож             |                    |
| Микола Данилюк         | Солдат Рудий                  |                    |
| Вадим Куценок          | Солдат Опецькуватий           |                    |
| Віталій Богачек        | Старенький лікар              |                    |
| Сергій Кузик           | Швець Баумель                 |                    |
| Віта Тавріка           | Дружина Баумеля               |                    |
| Софія Слюсаренко       | Фрума донька Баумеля          |                    |
| Яна Ісаєнко            | Авіґаіль донька Баумеля       |                    |
| Юрій Дейнега           | 1-й Урядник                   |                    |
| Олександр Лягре        | 2-й Урядник                   |                    |
| Георгій Гавриленко     | Генерал жандармерії           |                    |
| Володимир Збаразський  | Старий робітник               |                    |
| Остап Дзядек           | Чоловік з відрами             |                    |
| Поліна Толмачова       | Дружина Товстуна              |                    |
| Олена Толмачова        | 1-ша Донька Товстуна          |                    |
| Дар'я Жаковська        | 2-га Донька Товстуна          |                    |

Дубляж здійснено на студії POSTMODERN.

## Кошторис
Початково фільм планувався як спільний українсько-польський проєкт, а режисером мав стати поляк Пйотр Домалевський; тоді планувалося, що бюджет стрічки буде становити 2 млн євро. Проте у заявці виробником на патріотичний пітчинг в Мінкульт у 2018 році країною виробником було вказано лише Україну.
У 2018 році фільм став одним із переможців конкурсу Міністерства культури України з надання державної підтримки фільмам патріотичного спрямування. Загальний кошторис фільму склав ₴60 млн, з них частка Мінкульту склала ₴25 млн.

## Виробництво

### Препродукція
Виробником художнього повнометражного фільму «Віддана» стала кіностудія Film.UA, яка придбала права на екранізацію роману-першоджерела Софії Андрухович у січні 2017 року.
У березні 2019 року стало відомо, що фільм матиме відмінну від книги назву «Віддана».
Образи акторів створювала відома художниця з костюмів Леся Патока. Для стрічки зібрано понад 300 різноманітних образів жителів кінця ХІХ-го початку ХХ-го століть а це більше 1000 костюмів.

### Участь Софії Андрухович
Говорячи про свою роботу над фільмом, авторка роману-джерела та співавторка сценарію фільму Софія Андрухович зазначає, що намагалася абстрагуватися від літературних реалій:
«... я розуміла, що це сфера, в якій я у практичному сенсі мало що тямлю. Коли мені почали показувати усю фабрику виробництва, я зрозуміла, що мої фантазії дуже далекі від кінематографічного способу вираження. Це реалістичне сприйняття мені допомагало триматися на певній відстані. Мені дуже пощастило з людьми, які цим займалися. Це був дуже корисний досвід. Окрім того, це добре вплинуло на продажі книжки. Тому це були взаємна підтримка і користь. 
Ми багато зустрічалися на студії, де рядок за рядком проходили кожен рядок сценарію, кожну сцену. Це було страшенно цікаво: розбирати персонажів і ситуації з якоїсь іншої точки зору, проговорювати мотивації і перебіг подій в різних ракурсах, враховуючи зовсім інші практичні передумови їхнього існування. Цього разу мої персонажі мали існувати на екрані, повинні були мати конкретний вигляд, конкретний голос. Вони меншою мірою залежали від уяви читача/глядача. Те, що я пропонувала в сценарії, в багатьох випадках виявлялося літературою, яку неможливо було використати у зйомках. Я знову і знову переписувала. Це було корисне навчання».

### Фільмування
Зйомки фільму «Віддана» розпочалися у квітні 2019. У павільйоні № 2 кіностудії Film.UA для фільму були збудовані декорації старовинного маєтку, в якому мешкає родина Сколиків. Саме в цих декораціях відбувались зйомки майже всіх інтер'єрних сцен фільму. Для зйомок фільму в Ніжиловичах під Києвом на чотирьох гектарах землі відтворили справжнє місто, Івано-Франківськ зразка початку 20 сторіччя. Десятки будинків, лавок, міські установи та центральна площа, а ще ринок з торговельними лотками, шкільне подвір'я, єврейський квартал та вілла Сколиків. Також під час знімального процесу було залучено локації у Києві, Чернівцях та Білій Церкві.
Сцену у театрі за участю прими-балерини Катерини Кухар та 300 акторів масових сцен знімали з 30 квітня до 2 травня у Чернівецькому музично-драматичному театрі імені Ольги Кобилянської. Загалом до всього знімального процесу було залучено 34 актори та понад 500 акторів масових сцен.
Зйомки тривали 30 днів й завершились у червні 2019 року.

### Постпродукція
Компанія Postmodern Digital була відповідальною за пост-продакшен стрічки.

### Музика
Композитором фільму став музикант Євген Філатов. Першим саундтреком до фільму стала композиція «Човен» гурту «Один в каное», яка дебютувала разом з першим тизером, у новому аранжуванні, написаному Філатовим.
12 грудня 2019 був презентований другий саундтрек до фільму «Вільна», слова до якого написала реперка Alyona Alyona, а виконали пісню дует Тіни Кароль та Юлії Саніної (солістка гурту «The Hardkiss»).

## Реліз

### Маркетинг
Перший постер фільму «Віддана» був опублікований у квітні 2018 року, його авторкою стала ілюстраторка Світлана Дорошева. Розробляючи постер, Дорошева надихалася стилем модерн і плакатами чеського художника Альфонса Мухи. Крім головних персонажів Стефанії та Аделі, на постері можна побачити кахлі, якими прикрашали печі на Галичині, і знакові місця Івано-Франківська — будинок «Сокола» та віллу Луцького.
28 березня 2019 року вийшов перший тизер до фільму.

### Кінотеатральний прокат
Стрічка вийшла в український широкий прокат 16 січня 2020 року; дистриб'ютор — Вольга Україна.

### Реліз на VOD та телебаченні
Стрічка вийшла в на VOD-платформах «Megogo», «Sweet.TV», «OLL.TV» та «1+1 Video» 10 квітня 2020 року.  Телевізійна прем'єра відбулася 24 серпня 2020 року у День незалежності України на телеканалі «1+1».
Із жовтня 2022 року стрічка стала також доступна на сервісі «Netflix», який тоді вперше придбав великий пакет українських фільмів.